# Condado de Częstochowa
Nota linguística: Não confundir hrabstwo (condado) com powiat (divisão administrativa)..
Condado de Częstochowa (polaco: powiat częstochowski) é um powiat (condado) da Polónia, na voivodia de Silésia. A sede do condado é a cidade de Częstochowa. Estende-se por uma área de 1519,49 km², com 133 533 habitantes, segundo os censos de 2006, com uma densidade 87,88 hab/km².

## Divisões admistrativas
O condado possui:
Comunas urbana-rurais: Blachownia, Koniecpol
Comunas rurais: Dąbrowa Zielona, Janów, Kamienica Polska, Kłomnice, Konopiska, Kruszyna, Lelów, Mstów, Mykanów, Olsztyn, Poczesna, Przyrów, Rędziny, Starcza
Cidades: Blachownia, Koniecpol

## Demografia
População (dados de 30 de Junho de 2006):
|          | Total   | Total | Mulheres | Mulheres | Homens  | Homens |
| -------- | ------- | ----- | -------- | -------- | ------- | ------ |
|          | pessoas | %     | pessoas  | %        | pessoas | %      |
| Total    | 133 533 | 100   | 68 123   | 51,0     | 65 430  | 49,0   |
| Cidades  | 16 166  | 100   | 8 493    | 52,5     | 7 673   | 47,5   |
| Povoados | 117 387 | 100   | 59 630   | 50,8     | 57 757  | 49,2   |